# Subhyracodon

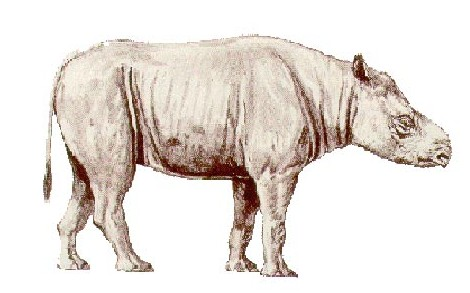
Subhyracodon

Subhyracodon é um extinto gênero de rinocerontes. Tinha um tamanho médio, era herbívoro e viveu no Oligoceno, na zona do Dakota do Sul 33 milhões de anos atrás.